# Археологічний музей (Гданськ)

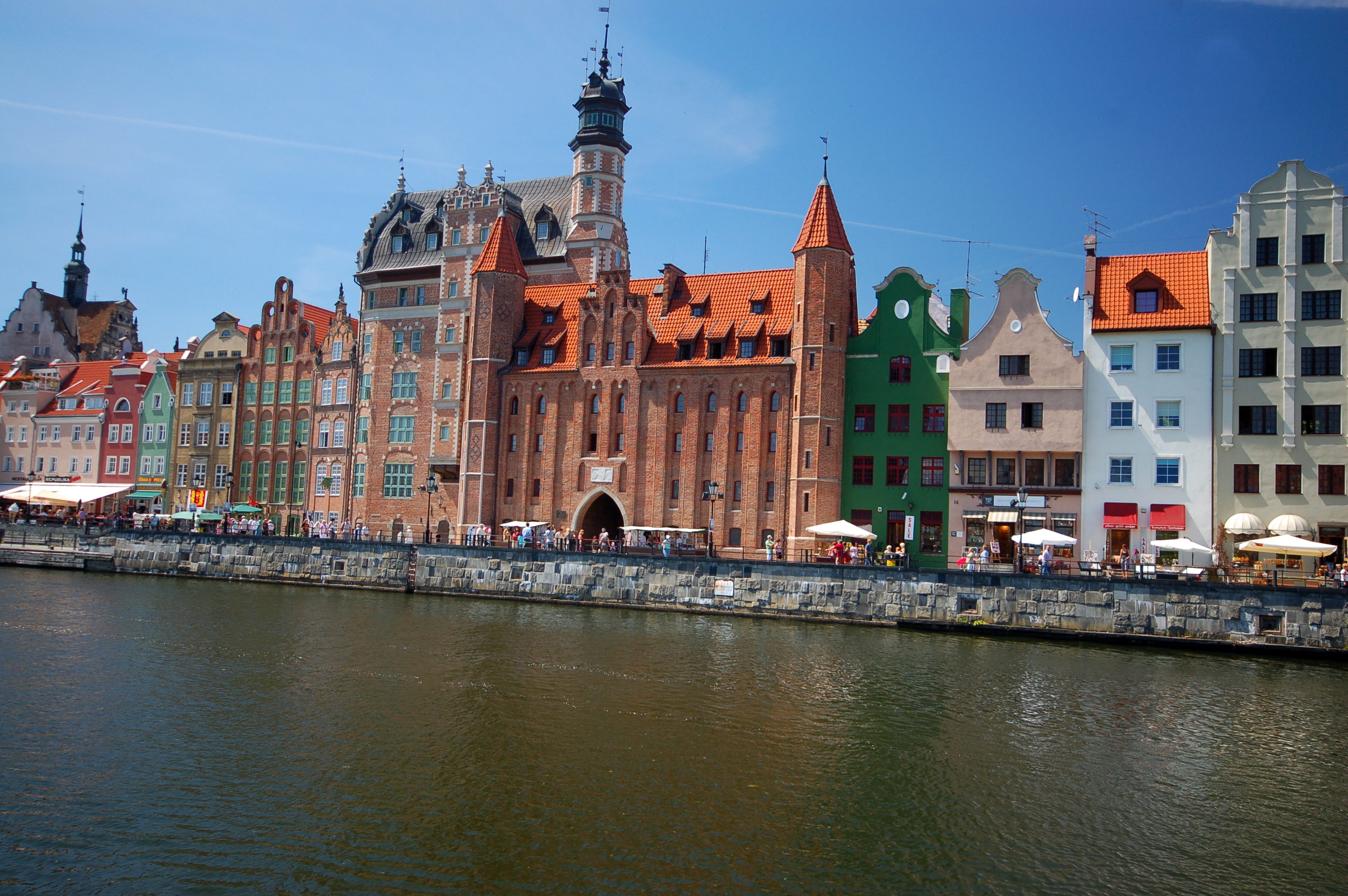
Будинок товариства дослідників природи і Маріацька Брама (вид з Мотлави)

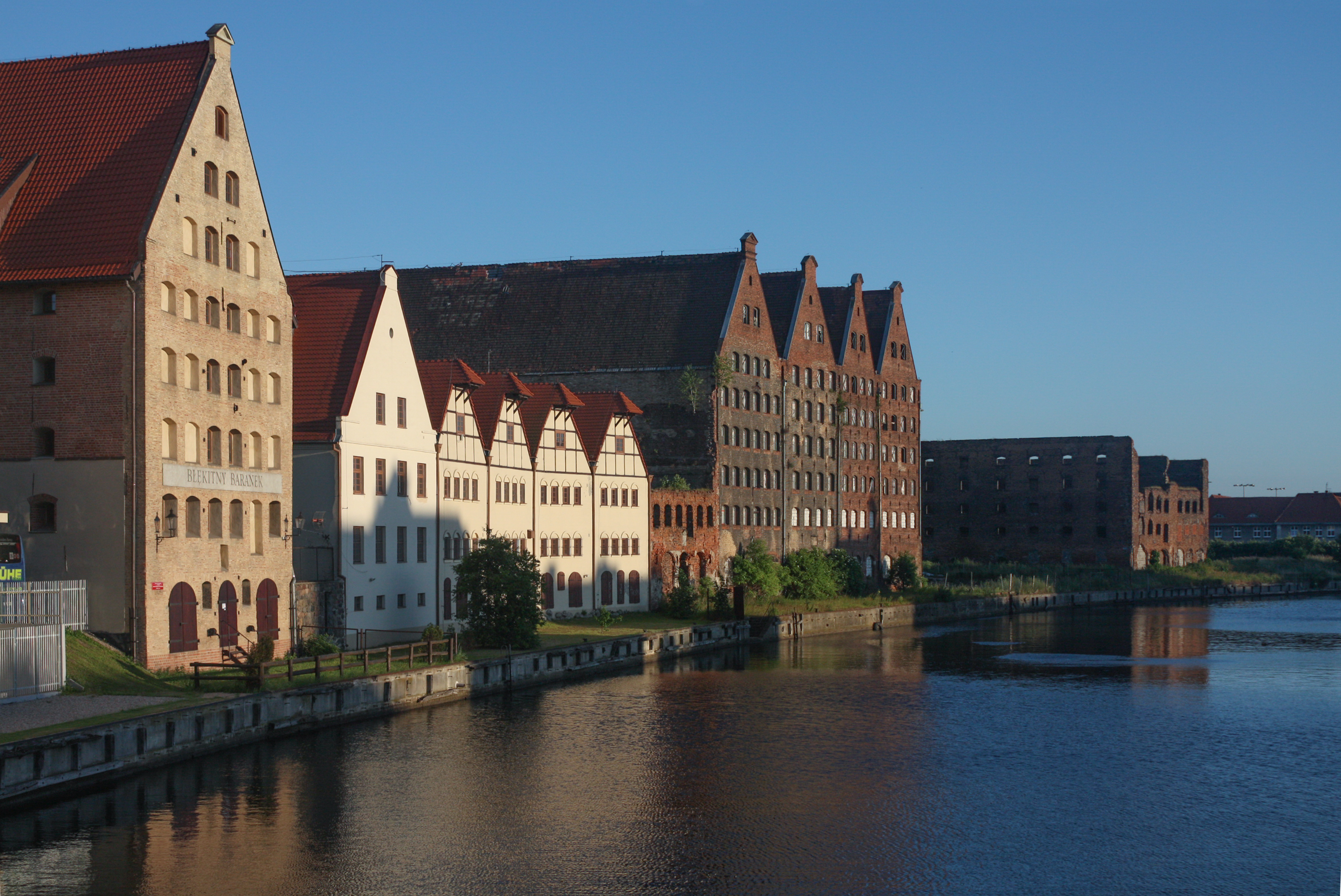
«Блакитний Баранек» (крайній зліва)

Археологічний музей (пол. Muzeum Archeologiczne w Gdańsku) — музей у місті Гданську (Польща).

## Історія
Заснований у 1953 році як підрозділ Поморського музею у Гданську. Після отримання власного приміщення у червні 1958 був перетворений у археологічний відділ. 1 січня 1962 року почав працювати як незалежний музей.
Музей збирає археологічні артефакти доісторичної північної Польщі, зразки матеріальної культури жителів Гданська і Гданського Помор'я від раннього середньовіччя до сучасності, бурштин і вироби з бурштину від найдавніших часів до наших днів, зразки матеріальної культури жителів Судану від давнини до сьогодення.
Організатор музею і його директор протягом багатьох років до 1983 року — Леон Ян Люка. Після його смерті директором музею у 1983–1991 роках був Маріан Квапінський, у 1991–2014 — Генрік Панер, а від січня 2015 — Єва Травіцька.
До складу колекції музею увійшла частина археологічної колекції і невелика частина колекції бурштину Західно-Пруського провінційного музею у Гданську, що пережили руйнації війни.
Майже від самого початку музей веде археологічні роботи у Гданському Помор'ї. Після 1987 року його дослідження також охоплюють історичний центр міста Гданська (раніше це була археологічна зона роботи Інституту історії матеріальної культури Польської академії наук і музей лише зрідка проводив дослідження у Гданську). Із 1993 року експедиції музею також ведуть археологічні дослідження у Судані, в районі четвертого порогу Нілу.
Головний будинок музею міститься в колишній будівлі природно-історичного товариства за адресою: вулиця Маріацька 25/26. Музей також займає три сусідні будівлі (у тому числі й будинок Брами Маріацької). У червні 2008 року відкрилася нова виставка про життя у середньовічному Гданську, розміщена у відреставрованій історичній коморі «Віслоустя» (раніше «Блакитний Баранек»), що побудована в шістнадцятому — вісімнадцятому століттях (вул. Хмельна 53).

## Філії музею
- Філія у Гневі (замок-музей).
- Археологічна спадщина — «поселення в Сопоті» (Сопот, вул. Хаффнера 63).
- Музей просто неба у Барлозно.
- Археологічно-освітній центр у коморі «Блакитний Баранек»

## Галерея

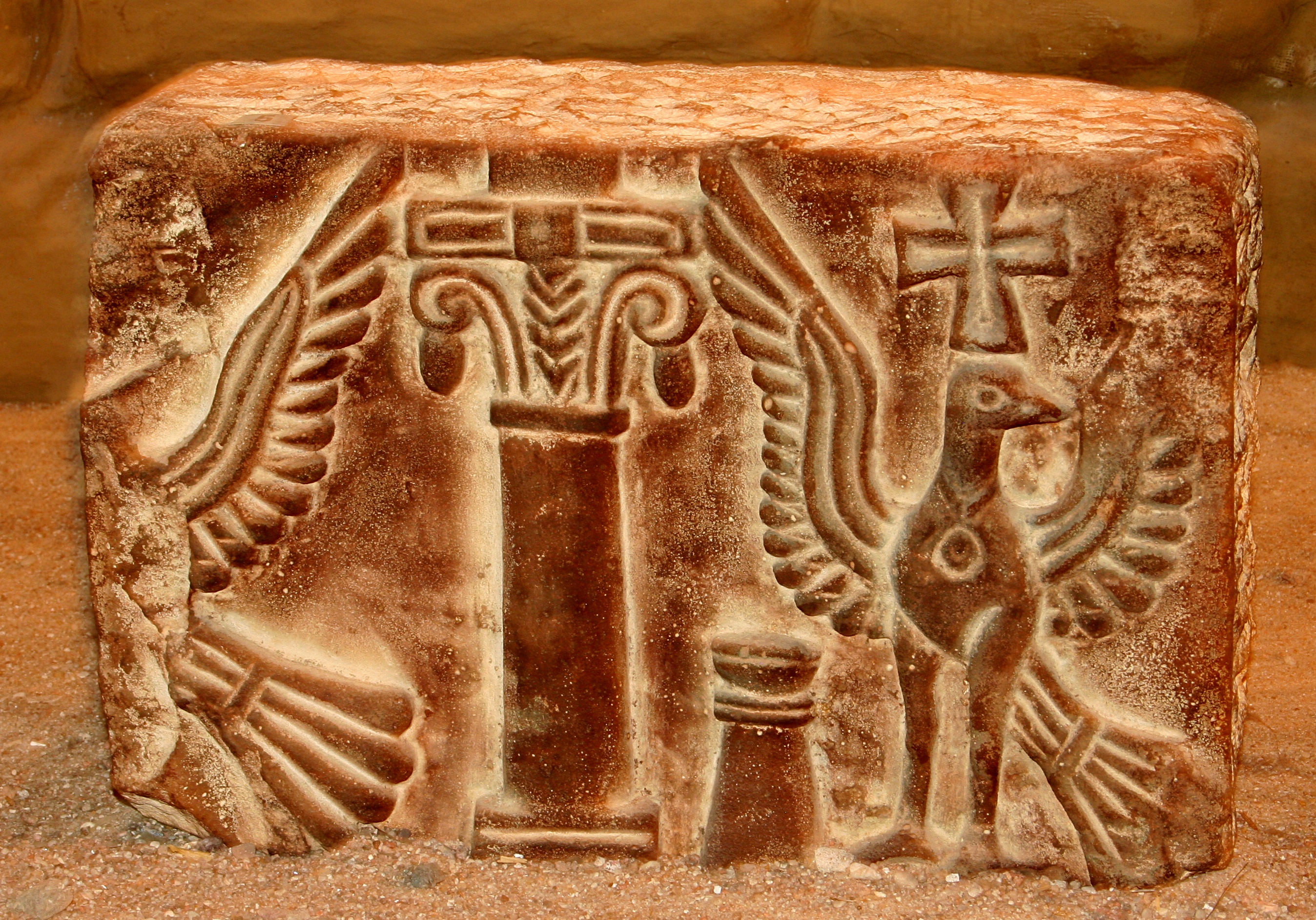
Кам'яний блок, знайденний у Фарасі (постійна експозиція «Таємниці долини Нілу»)
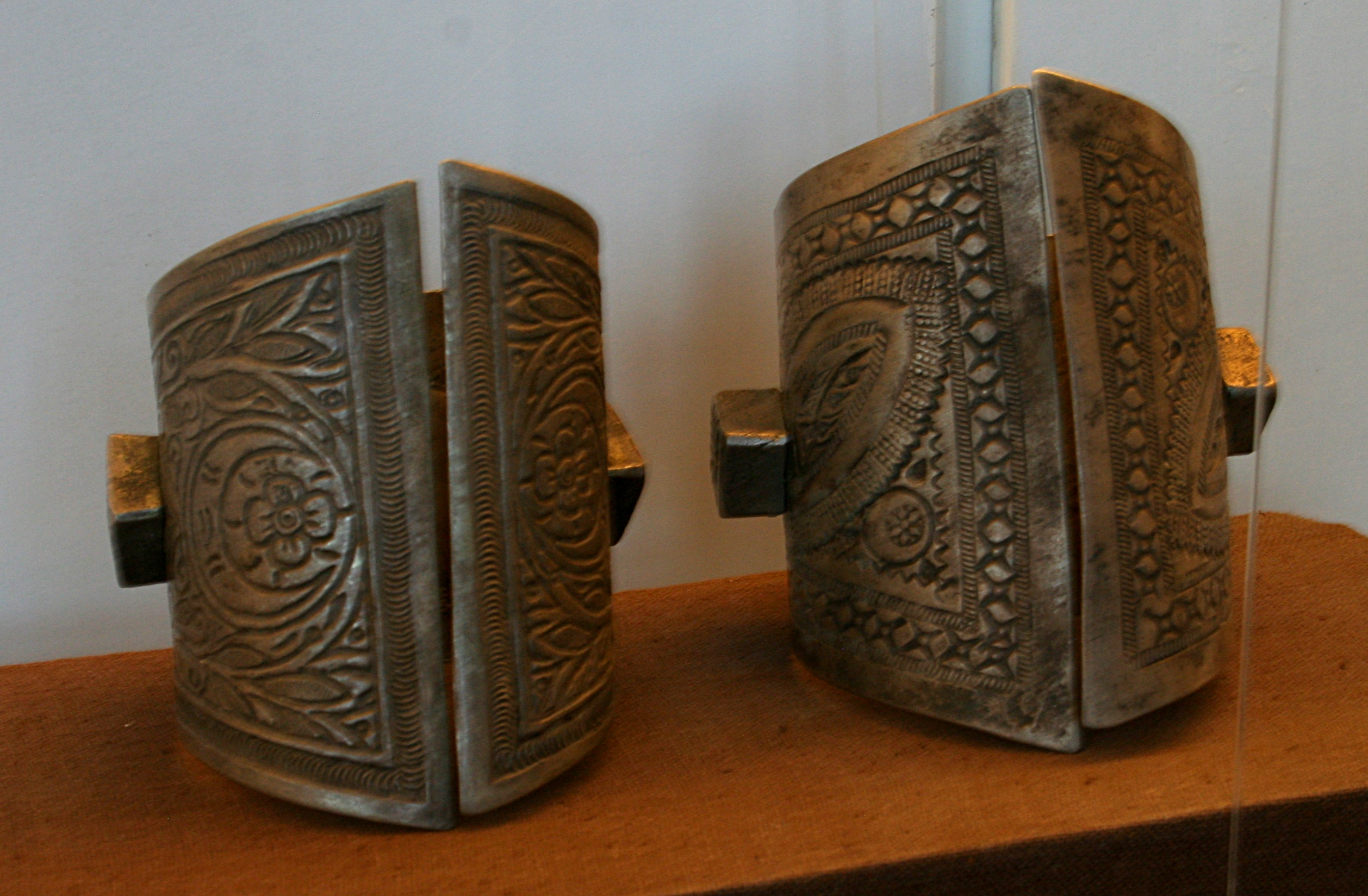
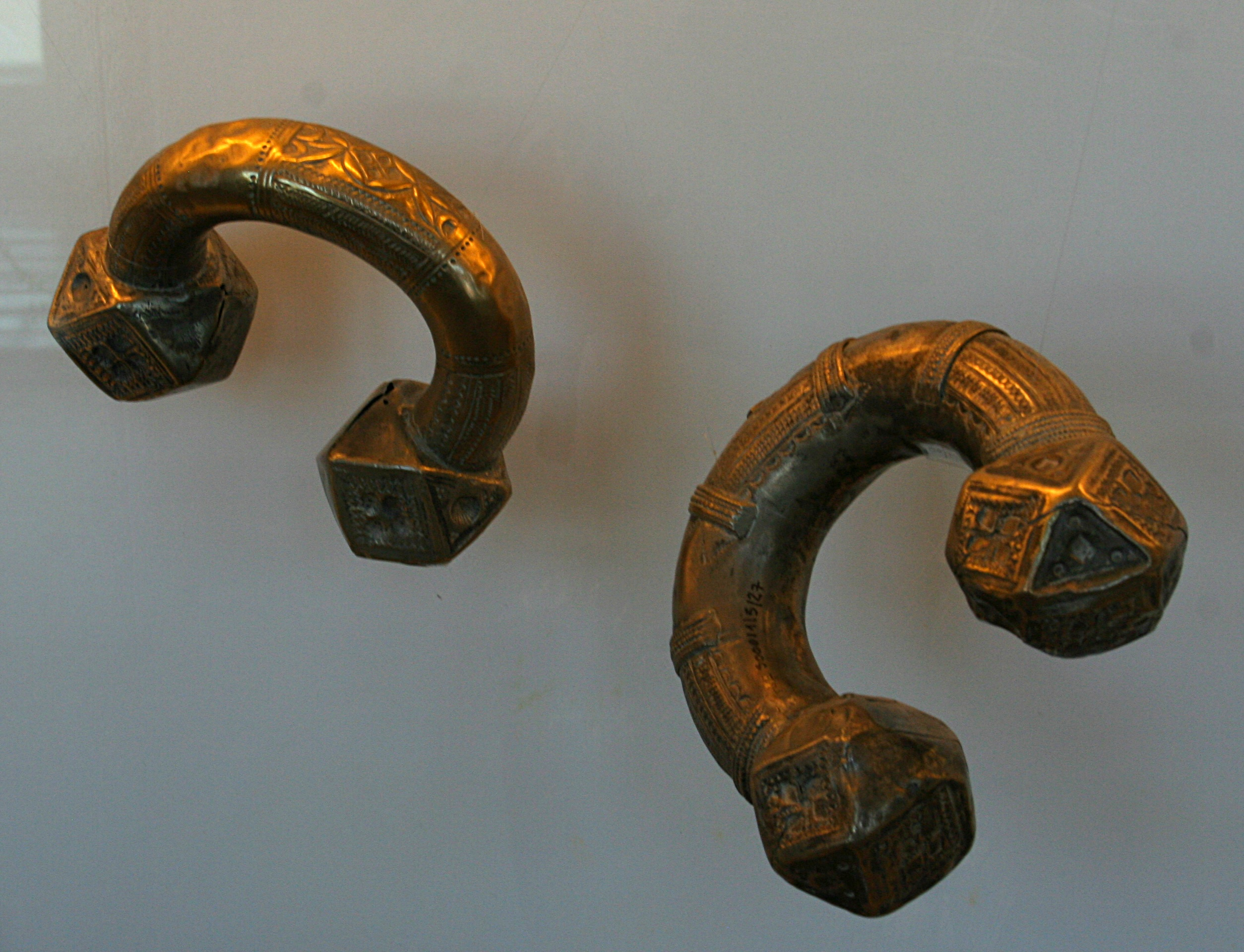
Браслети
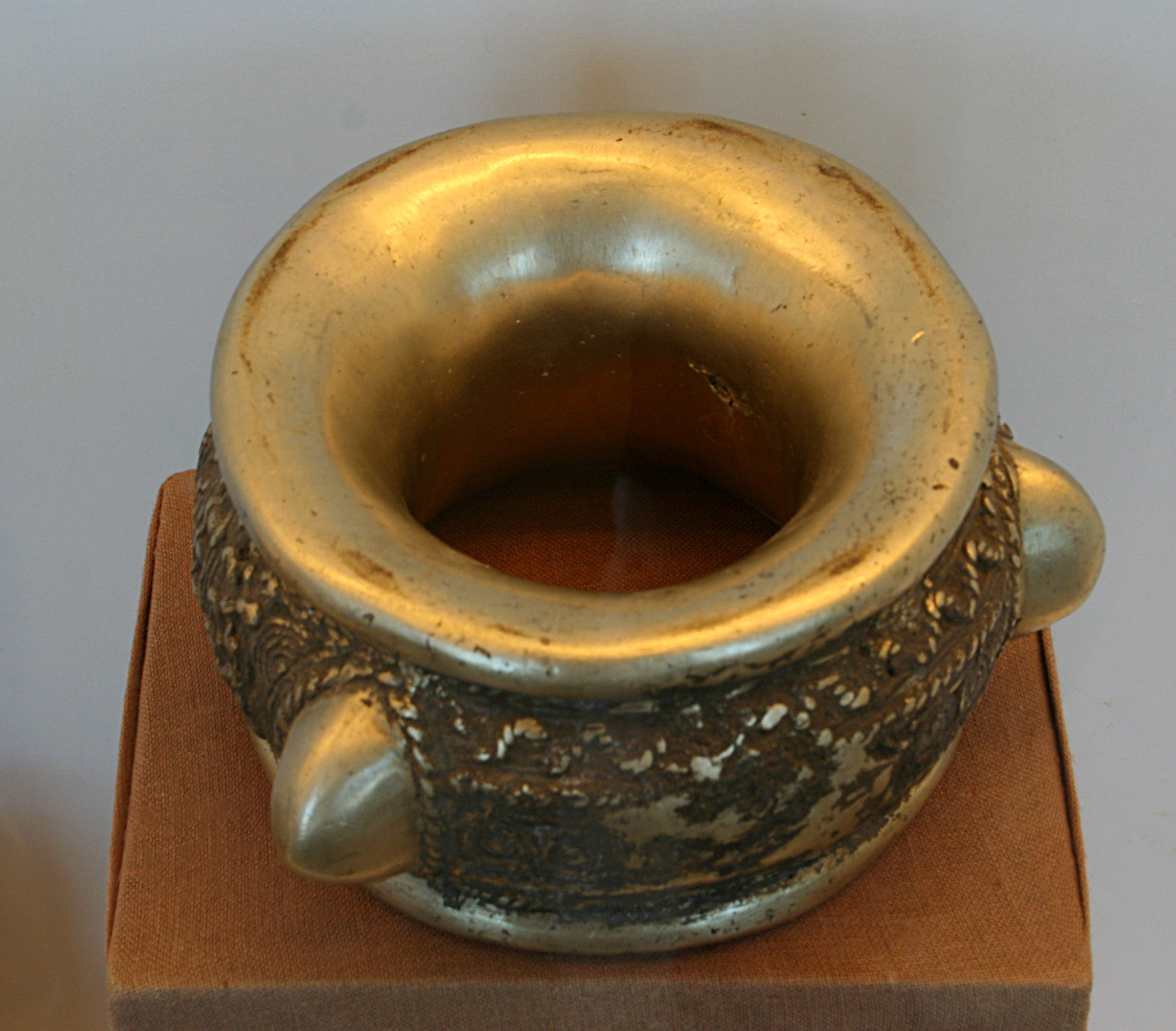
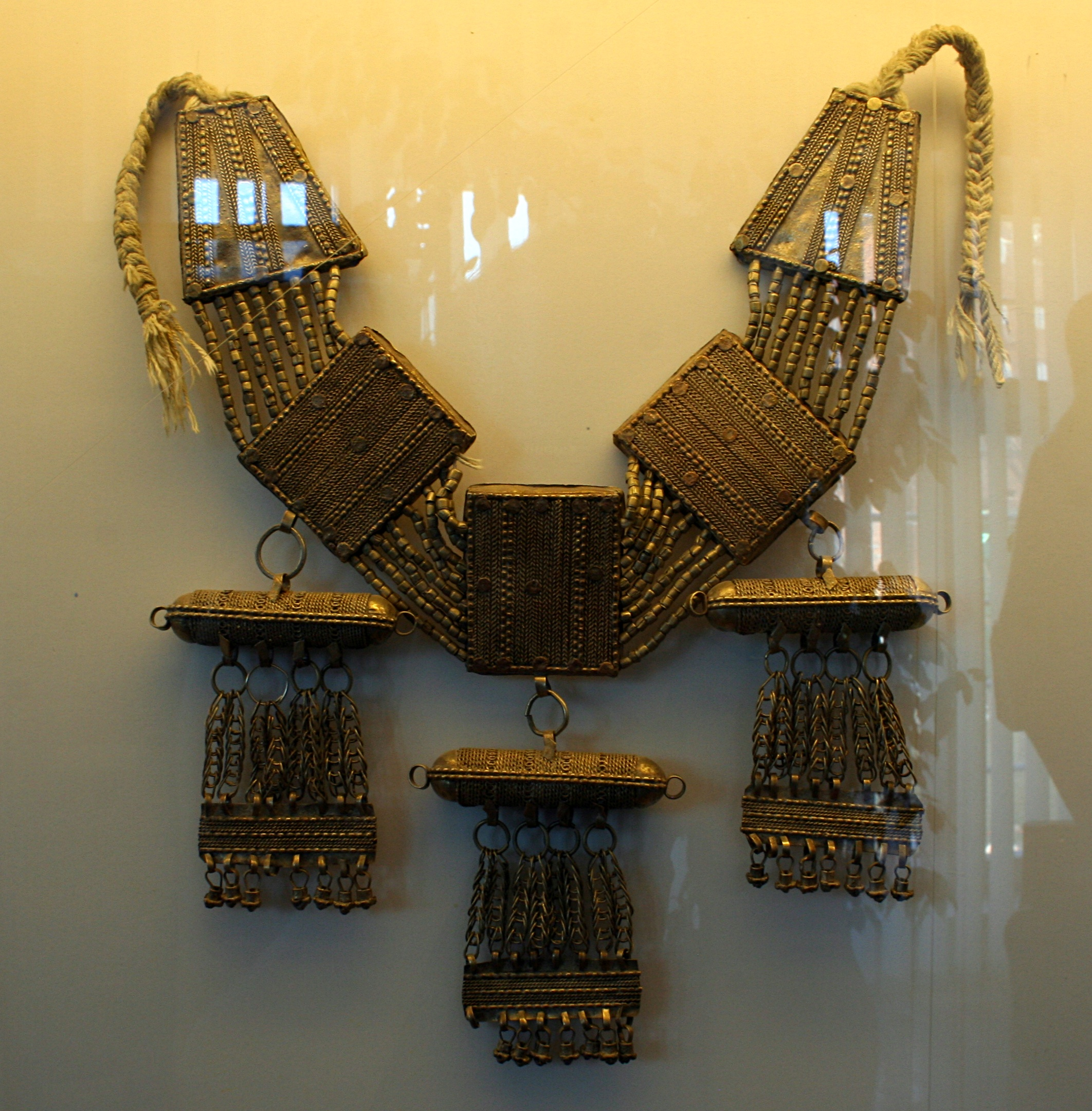
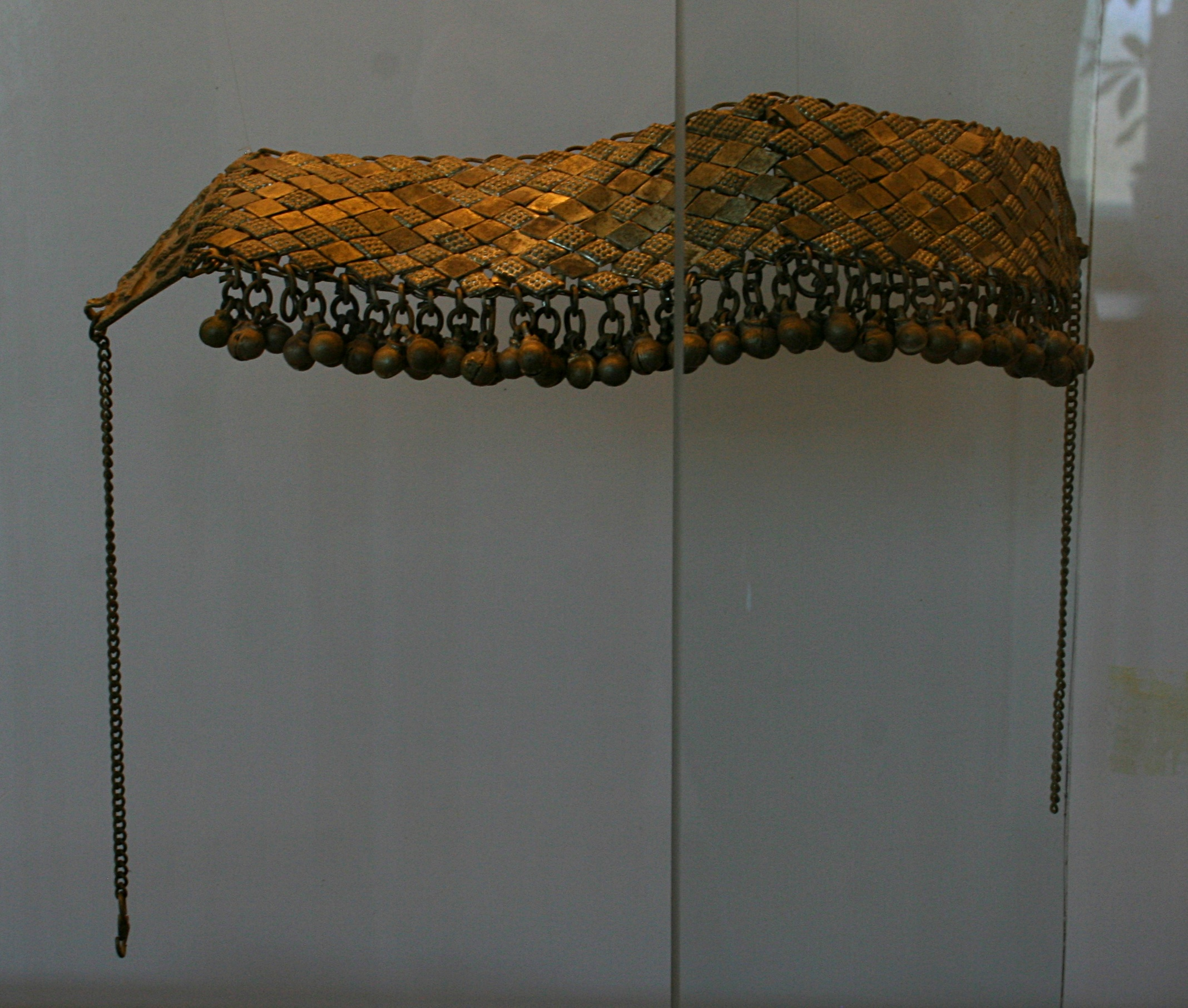
Ювелірні вироби
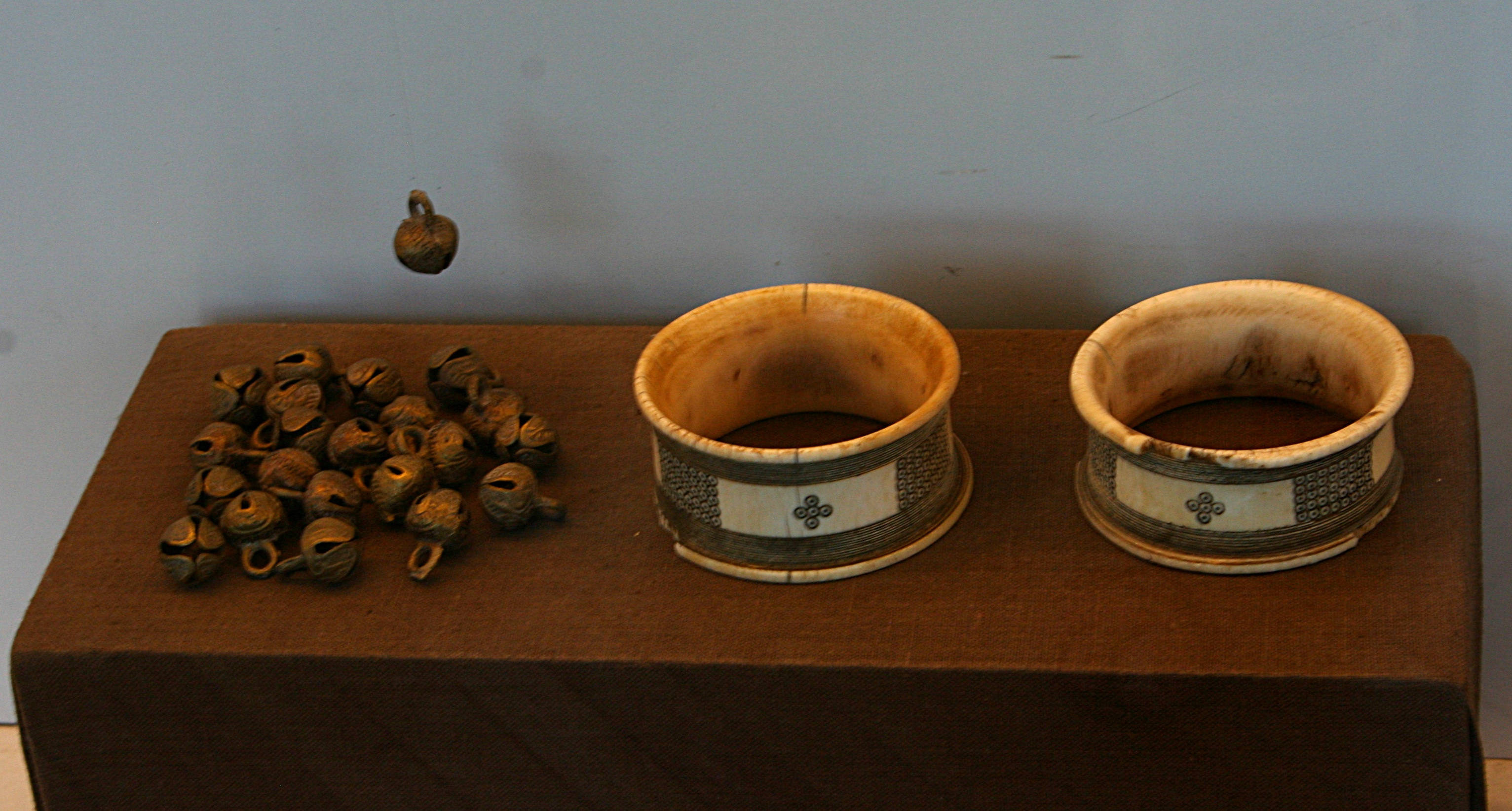
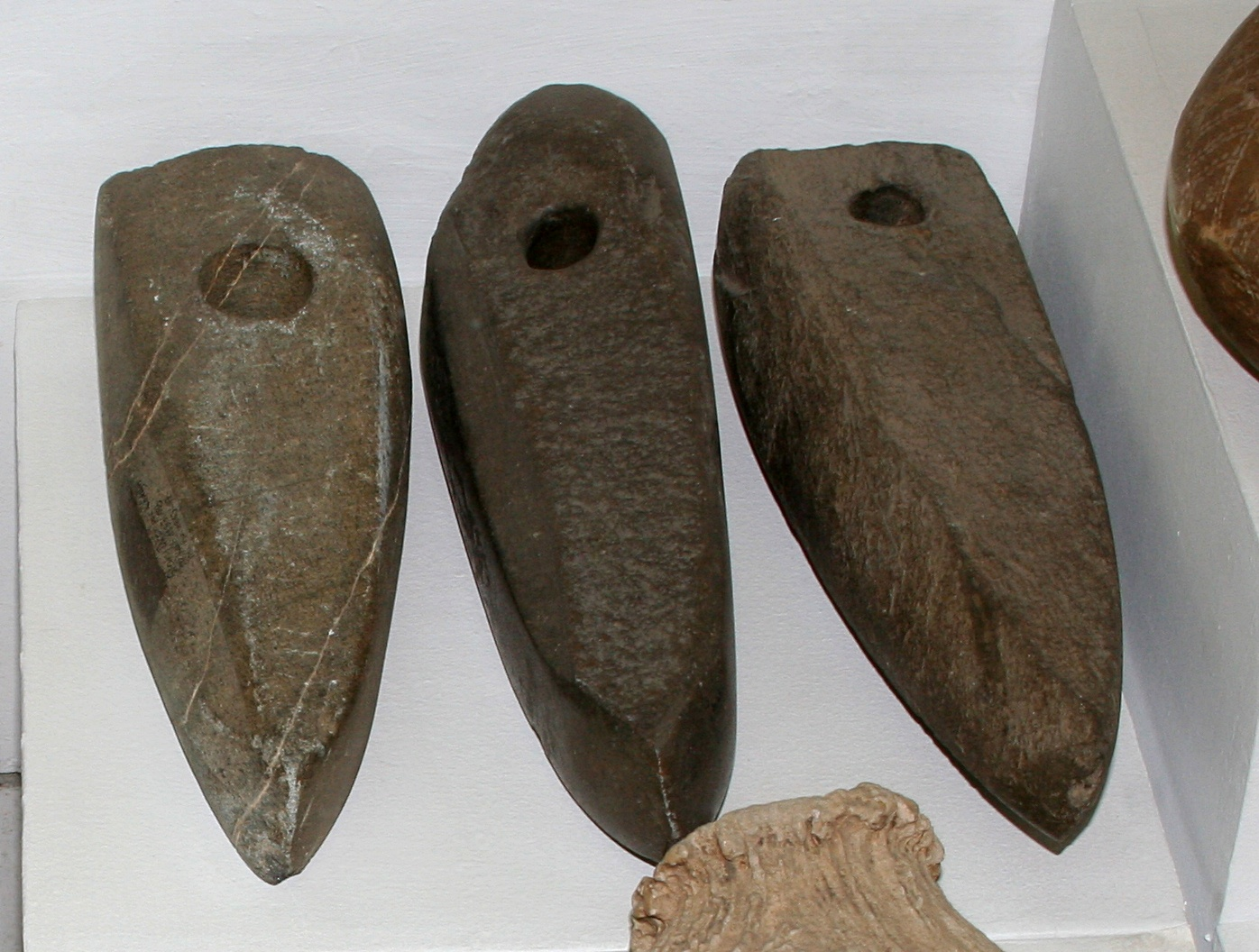
Згладжені кам'яні знаряддя
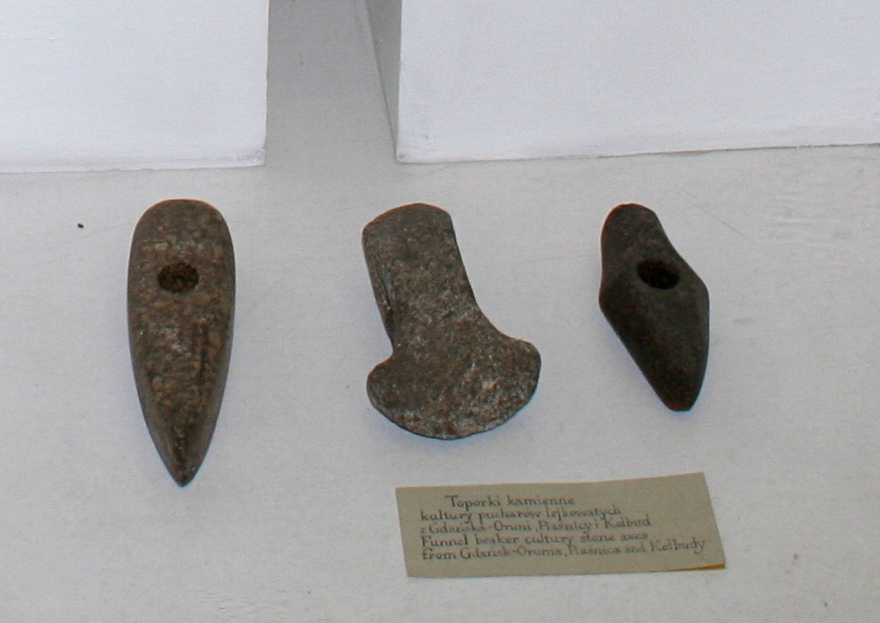
Кам'яні сокири